# Kéjlak
A Kéjlak (eredeti címén: The Loft) 2014-es amerikai-belga thriller, rendezője Erik Van Looy. Ez a 2008-as holland nyelvű belga film remake-je, melyet szintén Van Looy rendezett. A forgatókönyvet Bart De Pauw írta, valamint Wesley Stirck dolgozta át. A főszereplők Karl Urban, James Marsden, Wentworth Miller, Eric Stonestreet és Matthias Schoenaerts. Schoenaerts az eredeti filmben is szerepelt.
Az Amerikai Egyesült Államokban 2015. január 30-án, Magyarországon három héttel később, február 19-én mutatták be.

## Cselekménye
A film nyitó képsoraiban egy emberi test zuhan egy utcán parkoló autóra, a kamera pedig a távolból megmutatja az autó feletti lakosztály erkélyét, ahonnan egy férfi húzódik be az épület homályába. A rendőrségi kihallgatások során a vizsgálótisztek öt férfit faggatnak egy fiatal nő halála kapcsán. Az események rekonstruálása, az öt férfi visszaemlékezései, az egymásba fűződő flashbackek során bontakozik ki a mögöttük lévő napok története.
Az öt férfi a következő:
1. Vincent Stephens: Sikeres építész, házas ember, Barbara férje, erkölcsi skrupulusok nélkül nagy hódolója a női nemnek és a könnyed kalandoknak.
2. Dr. Chris Vanowen: Pszichiáter, Alison férje és két gyermek apja, Philip idősebb féltestvére. Igyekszik hűséges lenni a feleségéhez, de házasságuk feszültségekkel terhes, Alison viszolyog Chris barátainak egy részétől.
3. Philip Williams: Chris féltestvére. Erőszakos családban, bántalmazó apa mellett nőtt fel húgával, Zoeval együtt, akit hevesen óv barátaitól és más esetleges csábítóktól. Felesége Vicky, egyetlen leánya a gazdag ingatlanfejlesztő mogul Hiram Frynak, akinek Philip is dolgozik. Drogfogyasztó, ő maga is erőszakos, alkalmi szeretőit fizikailag is bántalmazza.
4. Luke Seacord: Felesége, Ellie inzulinfüggő. Visszahúzódó alkat, a rendőrség azt gyanítja, hogy vonzódik Vincenthez.
5. Marty Landry: Alkoholista kéjenc, harsány viselkedésével és viccelődéseivel gyakran elveti a sulykot. Feleségével, Mimivel különköltöztek, miután a férfi egyik San Diegó-i szexuális kalandja kitudódik.

Vincent az általa tervezett lakóépület átadóünnepségén négy barátjának megmutat egy igényesen berendezett lakosztályt. Azzal az ötlettel áll elő, hogy ez legyen az ő titkos kéjlakuk, amelyhez csak ötüknek van kulcsuk, és amelyet egyéjszakás kalandokra és légyottokra használnak bárki más tudta nélkül. Chris kivételével a férfiak lelkesen fogadják az ötletet. Chris ugyanezen az átadóünnepségen találkozik a gyönyörű Anne Morrisszal, akivel kölcsönösen érdeklődni kezdenek egymás iránt. Kevéssel később sor kerül Philip és Vicky esküvőjére, amikor Vincent feleleveníti korábbi ötletét, és négy barátjának felajánl egy-egy kulcsot a kéjlakhoz. Philip, Marty és Luke azonnal átveszik a kulcsaikat. Chris még húzódozik, azonban pár perccel később ismét összetalálkozik Anne-nel, akivel szenvedélyesen flörtölni kezdenek egymással. Végül Chris megkeresi Vincentet az esküvő forgatagában, és elkéri az ötödik kulcsot.
Ugrás az időben a véres események napjához. Az öt férfi egyike, Luke közeledik a kéjlakhoz. Amikor benyit az ajtón, egy fiatal, szőke nő vérben fürdő holttestét pillantja meg az ágyhoz bilincselve. Azonnal felhívja a többi férfit, és bár Philipet nem éri el, Vincent, Chris és Marty sorban megérkeznek, és feldúltan szembesülnek a helyzettel. Elhatározzák, hogy a rendőrség bevonása helyett inkább közösen próbálják megoldani az ügyet. Ennek során apránként kiderülnek az eseményekhez vezető részletek, és konfliktusok alakulnak ki közöttük. Philipp továbbra sem elérhető telefonon, Chris kivételével a három férfi őt sejti a történések hátterében. Philip végre megérkezik, barátai rögtön rá is támadnak, de ő tisztázza magát. Abban biztosak, hogy a lakásba csak az öt kulcs valamelyikével lehetett bejutni, és Chrisnek nincs meg a saját kulcsa. Mint kiderül, Philip esküvője után Chrisnek viszonya lett Anne-nel és több légyottja is volt a nővel a kéjlakban. Bár Anne bevallotta, hogy prostituáltként keresi a kenyerét, Chris mégis szerelmes lett belé, és neki adta a kéjlak kulcsát annak bizonyságául, hogy más nőt nem visz a kéjlakba. Később a férfiak arra jutnak, hogy a feleségeik valahogy értesültek a kéjlakról, és ők rendezték el az egészet, hogy így bosszulják meg férjeik hűtlenségét. Ennek kapcsán visszaemlékeznek arra, hogy a közelmúltban Marty részegen kis híján elkottyantotta a kéjlak létezését egy baráti találkozón. A képsorok azt is felidézik, ahogy Vincent egyik San Diegóban megismert szeretője egy jótékonysági eseményen jelenetet rendezett, és azzal fenyegette meg Vincentet, hogy feltárja viszonyukat feleségének. Bár erre Luke közbelépésére végül nem került sor, a jelenet nem sok kétséget hagyott afelől a jelenlévők – köztük Barbara – számára, hogy milyen kapcsolat van kettejük között. Ugyanezen az eseményen tudta meg Chris, hogy Anne-nel való első szerelmi légyottjáért egy titokzatos személy fizetett a nőnek. Ahogy a közelmúlt felidéződik a véres női holttest mellett, hirtelen megszólal a kéjlak kaputelefonja. Egy női hang ingatlanügynökként mutatkozik be, és arra hivatkozik, hogy a lakás eladása kapcsán találkozója van egy bizonyos Sarah Deakinsszel. Az ingatlanügynököt végül nem engedik be, és amikor az erkélyről lenéznek, egy ismeretlen szőke nőt látnak távozni a kapualjból. A barátok számára lesujtó a hír, hogy valaki meghirdette a kéjlakot, de ismeretlen számukra a Sarah Deakins név is. Vincent ekkor összetörik, és elmondja, hogy Sarah a San Diegó-i szeretője, egyúttal az ő holtteste fekszik az ágyon. Kiderül, hogy az előző estét Sarah-val töltötte a kéjlakban, és szakított vele, de amikor elment, a nő még életben volt. Ezután Luke-on a sor: bevallja, hogy barátai tudta nélkül rejtett kamerát szerelt a kéjlak mennyezetébe, az ágy fölé, és barátainak több szerelmi légyottját is megörökítette. Kiderül azonban, hogy az előző este eseményeit nem vette fel. Bár barátai kérdőre vonják perverziója miatt, végül Luke azzal támadja le Vincentet, hogy tud mindenről, tudja, ki mindenkin gázolt át.
Ekkor váratlan fordulat következik be a történetben. Chris egy pohár whiskyvel kínálja Vincentet, aki annak hatására elbódul és bár egy darabig még öntudatánál van, magatehetetlen lesz. A másik négy férfi levetkőzteti, és a halott nőhöz bilincselve az ágyba fekteti őt. A fordulatot egy újabb flashbackfolyam magyarázza, amely aznap kora reggelre repíti vissza a film szereplőit. Luke már kora reggel rábukkan a nő élettelen testére, aki mellett egy pezsgősüveg és szétszóródott pirulák fekszenek. Minden arra utal, hogy a nő öngyilkosságot követett el, és egy Vincentnek címzett búcsúüzenetet is hagyott maga után: „Találkozunk a következő életünkben.” A négy férfi felveti a rendőrség bevonását, de Luke már ekkor elmondja nekik, hogy rejtett kamerás felvételeket készített néhány találkáról. A felvételek némelyikét megmutatja a barátainak, amelyekből kiderül, hogy Vincent felvitte a kéjlakba Marty feleségét, Mimit, Philip húgát, Zoe-t, és Chris szeretőjét, Anne-t is. Vincent gátlástalansága felbőszíti mindannyiukat, és eltervezik, hogy Sarah Deakins gyilkosává teszik. Hárman azonnal elsietnek és gondoskodnak róla, hogy alibijük legyen, Philip pedig a lakásban marad, ahol elrendezi a helyszínt. A pezsgőt és a pirulákat eltünteti, a nőt az ágyhoz bilincseli és egy nagy késsel átvágja bal csuklójának ütőerét.
Ismét a jelenben vagyunk, a kihallgatást vezető rendőrök feltárják Vincent előtt, hogy őt gyanúsítják a gyilkossággal. Mindenütt az ő ujjlenyomatát találták meg, a késen is, és nem találtak egyetlenegy bizonyítékot sem, amely akár a nő öngyilkosságát, akár a barátai bűnrészességét igazolná. Barátai alibivel rendelkeznek – Philip alibijét a megzsarolt após, Hiram Fry igazolta, akit korábban San Diegóban láttak a szeretőjével együtt –, neki viszont nincs alibije, miután felesége, Barbara a gyermekeikkel együtt előző nap elutazott síelni. A másik négy férfit szabadon engedik, de a vizsgálótiszt Chrisnek még elmondja, hogy a vád gyilkosság, a nő öngyilkossági kísérlete után ugyanis még életben maradt, és csak a csuklójának idegenkezűségre valló átvágását követően vérzett el. Chris összeomlik, de azt látjuk, hogy elhagyja a rendőrség épületét. Hamarosan azonban észreveszi, hogy Sarah búcsúüzenete, amit korábban eltett, eltűnt a kabátzsebéből. Azonnal visszasiet a kéjlakba, hátha ott esett ki valahogy a zsebéből, meglepetésére azonban Luke-ot találja a lakásban. Az újabb flashbackekből kiderül, hogy maga Luke lopta ki Chris zsebéből a búcsúüzenetet, majd megsemmisítette, mert azt valójában nem a nő, hanem ő maga írta, hogy öngyilkosságnak állítsa be a nő halálát. Kiderül, hogy szerelmes volt Sarah-ba, és szerelmet is vallott a lánynak, de az visszautasította. Előző este a kamerán keresztül látta Vincent és Sarah szakítását, majd miután Vincent elhagyta a kéjlakot, Luke bekopogott a lányhoz. Beszélgetésük közben altatóport szórt a lány pezsgőjébe, majd miután az elveszítette öntudatát, egy inzulinfecskendővel megölte és a pezsgősüveggel meg a szétszóródott pirulákkal elrendezte a helyszínt. A célja a mindenkit kihasználó és mindenkin átgázoló Vincent megbosszulása, gyilkosságért való elítéltetése volt. Ekkor Chris elmondja, hogy a nyomozóktól megtudta, Sarah még életben volt, amikor Philip átvágta a csuklóját. Azt is közli, hogy a rendőröknek mindent elmondott, és még mielőtt idejött volna, értesítette őket. Luke ekkor késsel támad Chrisre, aki a lakás erkélyére menekül. A távolból már hallatszanak a szirénázva érkező rendőrautók. Küzdelmük során a kés Chrishez kerül, Luke feladja a küzdelmet, és leveti magát az erkélyről. Teste az odalent parkoló autó tetejére zuhan, Chris pedig lassan bemegy az erkélyről a lakásba.
A film zárójelenetéből kiderül, hogy Philipet gyilkosságért letartóztatták és a tárgyalását várja, Barbara elvált Vincenttől, és csak az egykori kéjlakot hagyta meg férjének, Marty és Mimi pedig ismét együtt élnek. Anne felkeresi Christ, és meghívja őt egy kávéra, de hogy a férfi elfogadja-e a nő közeledését, már nem derül ki.

## Szereplők
| Szereplő                          | Színész              | Magyar hang         |
| --------------------------------- | -------------------- | ------------------- |
| Vincent Stevens                   | Karl Urban           | Kálid Artúr         |
| Chris Vanowen                     | James Marsden        | Stohl András        |
| Luke Seacord                      | Wentworth Miller     | Hevér Gábor         |
| Marty Landry                      | Eric Stonestreet     | Varga Gábor         |
| Philip Williams                   | Matthias Schoenaerts | Király Attila       |
| Sarah Deakins                     | Isabel Lucas         | Kis-Kovács Luca     |
| Anne Morris                       | Rachael Taylor       | Solecki Janka       |
| Alison Vanowen, Chris felesége    | Rhona Mitra          | Nagy-Németh Borbála |
| Barbara Stevens, Vincent felesége | Valerie Cruz         | Virághalmy Judit    |
| Mimi Landry, Marty felesége       | Kali Rocha           | Dóka Andrea         |
| Ellie Seacord, Luke felesége      | Elaine Cassidy       | Bogdányi Titanilla  |
| Vicky Fry, Philip felesége        | Margarita Levieva    | Sági Tímea          |
| Huggins nyomozó                   | Kristin Lehman       | Grúber Zita         |
| Cohagan nyomozó                   | Robert Wisdom        | Melis Gábor         |
| Joel Kotkin                       | Pic Reitz            | Élő Balázs          |
| Hiram Fry                         | Graham Beckel        | Németh Gábor        |
| Dana                              | Kathy Deitch         | Csúz Lívia          |
| Zoe Trauner                       | Madison Burge        |                     |

További magyar hangok: Bor László, Várkonyi Andrea, Bárány Virág

## Produkció
A fő forgatás 2011 június 6-án kezdődött New Orleansban. Néhány hét múlva a forgatási stúdió átköltözött Brüsszelbe (Belgium), majd ismét elkezdték július 27-én.
Miután sokat késtek a filmmel, az Open Road végül kiadta az Amerikai Egyesült Államokban 2015. január 30-án. A filmet Magyarországon február 19-én mutatta be a Big Bang Media.

## Fogadtatás
A film nagyrészt negatív véleményeket kapott a kritikusoktól. A Metacritic oldalán a film értékelése 24% a 100-ból, ami 11 véleményen alapul, így az átlagos osztálytat jelenleg 2,8 / 10. A Rotten Tomatoeson a Kéjlak 13%-os minősítést kapott, 32 értékelés alapján.

## Fordítás
Ez a szócikk részben vagy egészben  a   The_Loft_(2014_film) című angol Wikipédia-szócikk ezen változatának fordításán alapul.  Az eredeti cikk szerkesztőit annak laptörténete sorolja fel. Ez a jelzés csupán a megfogalmazás eredetét és a szerzői jogokat jelzi, nem szolgál a cikkben szereplő információk forrásmegjelöléseként.